# Panteón de los Braganza

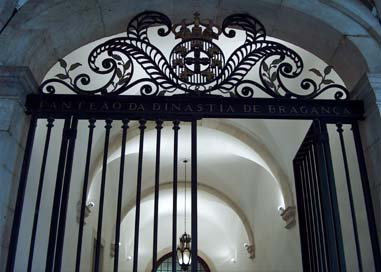
Portones de entrada al Panteón.

El Panteón Real de la Dinastía de Braganza, situado en el monasterio de la iglesia de San Vicente de Fora de Lisboa, es el lugar donde descansan muchos de los monarcas y príncipes de la cuarta y última dinastía real portuguesa, iniciada por Juan IV y que tiene como último rey a Manuel II.
El panteón se sitúa hoy en el antiguo refectorio del monasterio. Los túmulos son en su mayoría cajones de mármol situados en los laterales del salón que ocupa, ornados con coronas en la parte superior y con los nombres y títulos de sus ocupantes grabados en letras doradas en la parte frontal.
Destacan los túmulos de Juan IV, de Manuel II, de Carlos I, del príncipe heredero Luis Felipe, de la infanta María Melchora y también el de la reina Amelia.
El panteón está abierto a visitas, incluidas en la ruta del monasterio. Algunos Braganza no sepultados en él son: María I, que se encuentra en la basílica da Estrela, Pedro IV, emperador del Brasil, que fue trasladado del panteón al monumento do Ipiranga en São Paulo, Brasil, y la reina María Pía, que yace en el panteón de los Saboya, en la basílica de Superga, en Turín en el Piamonte, Italia. La composición actual del panteón data de 1933, cuando también se irguió junto a los túmulos de Carlos I y de su hijo Luis Felipe una estatua de mujer que simboliza la patria llorando por sus mártires, considerando que ambos fueron asesinados en el regicidio de Lisboa de 1908.
Anualmente, el 1 de febrero, se dice una misa por las almas del rey Carlos I y del príncipe Luis Felipe, con la presencia de los duques de Braganza, Eduardo Pío de Braganza e Isabel de Herédia, además de muchos otros monárquicos, que depositan una corona de flores en los túmulos del panteón.